# F (lettre)
Pour les articles homonymes, voir F et Ф.
Cette page contient des caractères spéciaux ou non latins. S’ils s’affichent mal (▯, ?, etc.), consultez la page d’aide Unicode.
F est la sixième lettre de l'alphabet latin, ainsi que sa quatrième consonne.
La lettre F est entre la lettre E et la lettre G.

## Histoire

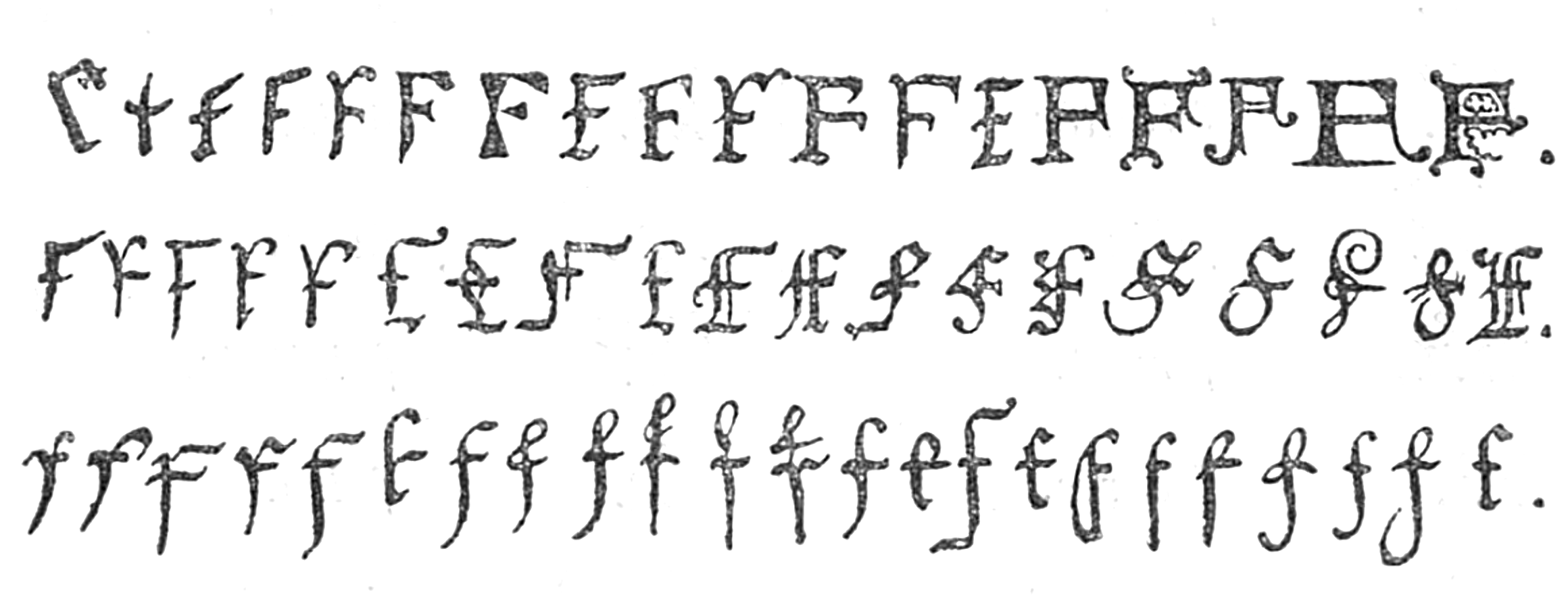
Formes majuscules et minuscules manuscrites de la lettre F dans le Dictionnaire des abréviations latines et française d’Alphonse Chassant.

|                                |             |              |            |          |
| W Proto-sinaïtique             | W phénicien | Digamma grec | W étrusque | F romain |
| Évolution probable du graphème |             |              |            |          |

 Le dessin de la clef de fa est dérivé de la  lettre F (note pour fa).

## Linguistique
- F est un nom féminin quand on prononce cette lettre èf et masculin quand on la prononce fe. Toutefois, en France, èf semble être la prononciation la plus en usage et une écrasante majorité de la population considère ce nom ainsi prononcé comme masculin, la plupart des dictionnaires faisant peu à peu de même, sauf le Littré. Remarque : il en est ainsi pour les lettres F, H, L, M, N, R, et S.[1]
- F est la 6e lettre et la 4e consonne de l'alphabet français. Elle provient du digamma grec, transmis par les Étrusques aux Romains[2].
- F a été repris comme première lettre (feoh) de l'alphabet runique ou futhark ;

## Variantes
- Elle peut être ligaturée avec les lettres f, l, i ou t pour donner : ﬀ, ﬁ, ﬂ, ﬃ, et ﬄ (Unicode U+FB00-FB04).
- F hameçon majuscule, Ƒ (Unicode U+0191), utilisé dans l’écriture de certaines langues africaines
- F hameçon minuscule ou F cursif minuscule, ƒ (Unicode U+0192), utilisé dans l’écriture de certaines langues africaines comme minuscule de Ƒ, pour le symbole monétaire du florin, ainsi que le symbole mathématique de « fonction »
- F point en chef (Unicode U+1E1E et U+1E1F, Ḟ et ḟ), utilisé dans l'ancienne orthographe du gaélique irlandais
- F barré:
  - Ꞙ et ꞙ (Unicoe U+A798, U+A799), lettre utilisé dans l’écriture de l’ewe ou du mochi au début du xxe siècle
- ₣ (Unicode U+20A3), variante proposée en 1988 pour le symbole monétaire du franc français (parfois avec la forme d’une ligature Fr ou d’un simple F).
- F tilde inscrit, ᵮ (Unicode U+1D6E), symbole de l’alphabet phonétique international
- F crochet palatal, ᶂ (Unicode U+1D82), symbole de l’alphabet phonétique international
- F majuscule cursive, ℱ (Unicode U+2131), représente la transformation de Fourier, aussi ℱ︀ (Unicode U+2131 U+FE00) ou ℱ︁ (Unicode U+2131 U+FE01)
- F culbuté :
  - Ⅎ et ⅎ : (Unicode U+2132, U+214E)
  - f culbuté minuscule ou j sans point barré, ɟ (Unicode U+025F), symbole phonétique de l’alphabet phonétique international
  - f crocheté culbuté minuscule ou j sans point barré crochété, ʄ (Unicode U+0284), symbole phonétique de l’alphabet phonétique international
- f minuscule entre parenthèses, ⒡ (Unicode U+24A1)
- F cerclé, Ⓕ et ⓕ (Unicode U+24BB et U+24D5)

### Ne pas confondre
Le s long (ſ) est couramment pris pour un f minuscule par les lecteurs modernes. Pour certains lecteurs non spécialistes, les lettres s et f peuvent se ressembler, comme dans la minuscule caroline, alors que ce sont bien deux lettres différentes, f et s long.

## Codage

### Informatique
| Lettre                   | F                        | F                        | f                         | f                         |
| ------------------------ | ------------------------ | ------------------------ | ------------------------- | ------------------------- |
| Nom Unicode              | Lettre capitale latine F | Lettre capitale latine F | Lettre minuscule latine F | Lettre minuscule latine F |
| Encodage                 | décimal                  | hexadécimal              | décimal                   | hexadécimal               |
| ASCII, ISO 8859, Unicode | 70                       | 46                       | 102                       | 66                        |
| EBCDIC                   | 198                      | C6                       | 134                       | 86                        |

### Radio
- Épellation alphabet radio : 
  - international : Foxtrot, Florida
- En alphabet morse, la lettre F vaut « ··-· »

### Autres
| Signalisation | Signalisation | Langue des signes | Langue des signes | Écriture Braille |
| Pavillon      | Sémaphore     | française         | québécoise        | Écriture Braille |
| ------------- | ------------- | ----------------- | ----------------- | ---------------- |
|               |               |                   |                   |                  |